# Rhionaeschna serrana
Rhionaeschna serrana – gatunek ważki z rodziny żagnicowatych (Aeshnidae). Endemit południowo-wschodniej Brazylii, stwierdzony tylko w stanie Rio de Janeiro.